# Caroline Lagerfelt
Caroline Eugenie Lagerfelt, född 23 september 1947 i Paris i Frankrike, är en svensk friherrinna och skådespelare verksam i USA.
Caroline Lagerfelt är dotter till ambassadören friherre Karl-Gustav Lagerfelt och Sara Champion de Crespigny (1914–1967), dotter till den brittiske majoren Vierville Champion de Crespigny och Nora McSloy.
Lagerfelt sjunger visan "Små grodorna" tillsammans med Peter Stormare i Minority Report.

## Filmografi
| År   | Titel                             | Roll                         | Anmärkningar |
| ---- | --------------------------------- | ---------------------------- | ------------ |
| 1986 | Iron Eagle                        | Elizabeth Masters            |              |
| 1988 | Home at Last                      | Christina                    | TV-film      |
| 1995 | Bye Bye Love                      | Mor nr. 1 på McDonalds       |              |
| 1995 | No Way Back                       | FBI-agent                    |              |
| 1995 | Father of the Bride Part II       |                              |              |
| 1997 | Journey of the Heart              |                              | TV-film      |
| 1997 | Glam                              | Joleen Lemon                 |              |
| 1998 | The Lake                          | Borgmästare Louise Terry     | TV-film      |
| 2000 | Missing Pieces                    | Serena                       | TV-film      |
| 2002 | Minority Report                   | Greta van Eyck               |              |
| 2002 | Red Skies                         | Veronica Peirson             | TV-film      |
| 2005 | Mrs. Harris                       | Skoladministratör på Madeira | TV-film      |
| 2005 | Homecoming                        | Fru Carter                   |              |
| 2006 | Poseidon                          | Mary                         |              |
| 2006 | Alla kungens män                  | Mrs. Peyton                  |              |
| 2007 | Murder 101: If Wishes Were Horses | Mary Bergin                  | TV-film      |
| 2008 | August                            | Nancy Sterling               |              |
| 2011 | Royal Reunion                     | Elaine                       | Kortfilm     |
| 2011 | Rolling on the Floor Laughing     | Caroline                     | Kortfilm     |
| 2011 | Sunday Dinner                     | Suzy Goodman                 | Kortfilm     |
| 2012 | Girls Against Boys                | Professor Sara Randolph      |              |
| 2013 | To an Extent                      | Mor                          | Kortfilm     |
| 2013 | The Red Robin                     | Lillian                      |              |
| 2014 | The Homesman                      | Netti                        |              |
| 2014 | March from Innocence              | Katherine                    | Kortfilm     |
| 2024 | Mothers' Instinct                 | Mormor/Farmor Jean           |              |

| År        | Titel                          | Roll                | Anmärkningar                                 |
| --------- | ------------------------------ | ------------------- | -------------------------------------------- |
| 1979      | Archie Bunker's Place          | Ruth Kendall        | Avsnitt: "The Shabbat Dinner"                |
| 1983      | The Edge of Night              | Patricia Devereaux  | Okänt avsnitt                                |
| 1985      | T. J. Hooker                   | Julia               | Avsnitt: "The Throwaway"                     |
| 1986      | As the World Turns             | Elaine Hargrove     | Okänt avsnitt                                |
| 1986      | The Twilight Zone              | April Hamilton      | Avsnitt: "The Misfortune Cookie"             |
| 1986      | Cagney & Lacey                 | Rita Quintero       | Avsnitt: "DWI"                               |
| 1988–1989 | One Life to Live               | Carrie Gordon       | Okänt avsnitt                                |
| 1988      | Spenser: For Hire              | Governess           | Avsnitt: "Haunting"                          |
| 1988      | The Equalizer                  | Evelyn              | Avsnitt: "Eighteen with a Bullet"            |
| 1990      | Murphy Brown                   | Mary Ann Miller     | Avsnitt: "But First a Word from Our Sponsor" |
| 1993      | Ghostwriter                    | Sally Lewis         | 5 avsnitt                                    |
| 1993      | Tribeca                        | Irene Woodward      | Avsnitt: "The Loft"                          |
| 1993      | Law & Order                    | Danielle Keyes      | Avsnitt: "Black Tie"                         |
| 1994      | NYPD Blue                      | Kitty Lear          | Avsnitt: "Good Time Charlie"                 |
| 1994      | Star Trek: Deep Space Nine     | Makbar              | Avsnitt: "Tribunal"                          |
| 1994      | ER                             | Andrea              | Svsnitt: "ER Confidential"                   |
| 1995–1996 | Beverly Hills, 90210           | Sheila Silver       | 5 avsnitt                                    |
| 1995      | Amazing Grace                  | Fru Spangler        | Avsnitt: "The Shooting"                      |
| 1995      | Chicago Hope                   | Syster Holder       | Avsnitt: "The Virus"                         |
| 1995      | Central Park West              | Receptionist        | Avsnitt: "Showgirls"                         |
| 1996      | The Drew Carey Show            | Fru Hoyt            | Avsnitt: "Atomic Cat Fight"                  |
| 1996      | Picket Fences                  | Marta Beiler        | Avsnitt: "To Forgive Is Devine"              |
| 1996–2001 | Nash Bridges                   | Inger Dominguez     | 29 avsnitt                                   |
| 1997      | Pensacola: Wings of Gold       | Rae                 | Avsnitt: "Bogey Man"                         |
| 1999      | Chicken Soup for the Soul      | Mor                 | Avsnitt: "Egg Lessons"                       |
| 1999      | Snoops                         | Marcia Zindler      | Avsnitt: "The Grinch"                        |
| 2001      | The X-Files                    | Kvinna              | Avsnitt: "The Gift"                          |
| 2002      | Maybe It's Me                  | Corinne             | Avsnitt: "The Fever Episode"                 |
| 2002      | First Monday                   |                     | Avsnitt: "Right to Die"                      |
| 2003      | Six Feet Under                 | Fru                 | Avsnitt: "Perfect Circles"                   |
| 2003      | Buffy och vampyrerna           | Anne                | Avsnitt: "Lies My Parents Told Me"           |
| 2003      | Frasier                        | Glinka              | Avsnitt: "The Doctor Is Out"                 |
| 2004      | Law & Order: Criminal Intent   | Hannah Heltman      | Avsnitt: "The Posthumous Collection"         |
| 2006      | How I Met Your Mother          | Kvinna i butik      | Avsnitt: "Cupcake"                           |
| 2006–2007 | Six Degrees                    | J.T.                | 4 avsnitt                                    |
| 2007      | All My Children                | Dr. Massey          | Avsnitt 38 och 45                            |
| 2007      | House                          | Connie              | Avsnitt: "Guardian Angels"                   |
| 2007–2012 | Gossip Girl                    | Celia "CeCe" Rhodes | 10 avsnitt                                   |
| 2008      | Dirty Sexy Money               | Clare George        | Avsnitt: "The Star Witness"                  |
| 2009      | Numbers                        | Rose Harris         | Avsnitt: "Shadow Markets"                    |
| 2009      | Brothers & Sisters             | Jane                | Avsnitt: "The Wine Festival"                 |
| 2010      | Weeds                          | Kvinna              | Avsnitt: "A Yippity Sippity"                 |
| 2012      | Castle                         | Anjelica Henley     | Avsnitt: "Secret's Safe with Me"             |
| 2012      | CSI: Crime Scene Investigation | Marjorie Randell    | Avsnitt: "Play Dead"                         |
| 2013      | Masters of Sex                 | Barb                | Avsnitt: "Brave New World"                   |
| 2014      | The Mindy Project              | Gladys Dunne        | Avsnitt: "Girl Crush"                        |
| 2020-     | Sweet Magnolias                | Paula Vreeland      | 25 avsnitt                                   |